# Močvarna prepelica
Močvarna prepelica (lat. Coturnix ypsilophora, sin. Synoicus ypsilophorus) je australazijska prepelica iz porodice fazanki.

## Rasprostranjenost i stanište
Rasprostranjena je u poljoprivrednim područjima, vlažnim gustim travnjacima, slatkovodnim močvarnim područjimai rubovima otvorenih šuma, a može se čak vidjeti i uz cestu. Živi Nove Gvineje, Malim sundskim otocima, sjevernoj, istočnoj, jugoistočnoj i jugozapadnoj Australiji i Tasmaniji, iako je nema u bezvodnim krajevima. Uvedena je na Fidži i Novi Zeland.

## Izgled
Duga je 17-20 centimetara, a teška je 65-140 grama. Boja joj varira, od crveno-smeđe do sivo-smeđe s finim bijelim prugama. Šarenica oka je crvena do žuta, kljun crn, a noge i stopala narančasto-žute boje. U Tasmaniji, ova prepelica je tamnija i veća nego kopnene ptice, te ima blijedo žutu šarenicu. Ženka ove ptice je veća od mužjaka. Pilići slično izgledaju kao odrasla ženka, samo imaju tamno-smeđe oči.

## Ponašanje
Hrani se u jutarnjim satima ili navečer na tlu, uglavnom raznim sjemenkama ili kukcima
Coturnix ypsilophora gradi dobro skriveno gnijezdo u udubinama u tlu, koje je obloženo travom i skriveno u debeloj travi ili visećoj vegetaciji, nedaleko od vode. I mužjak i ženka inkubiraju jaja. U gnijezdu se nalazi sedam do deset jaja, a inkubacija traje dva tjedna. Pilići napuštaju gnijezdo brzo nakon što se izlegnu, perje dobivaju nakon 10-12 tjedana starosti.